# خداحافظ رفیق (اپیزود سوم)
خداحافظ رفیق (اپیزود سوم) فیلمی به کارگردانی و نویسندگی بهزاد بهزادپور ساختهٔ سال ۱۳۸۲ است.

## خلاصه داستان اپیزود سوم
در اپیزود سوم (گل شیشه‌ای) دختر خردسال شهیدی که در مجاورت ایستگاه راه‌آهن زندگی می‌کند، در انتظار بازگشت پدر از جبهه با دسته گل به استقبال قطارهایی که رزمندگان را از جبهه به شهرشان بازمی‌گرداند، می‌رود. از زبان یکی از رزمندگان می‌شنویم، هر رزمنده‌ای که از این دختر دسته گلی دریافت کند، شهید می‌شود. بار آخر که می‌خواهد دستهٔ گل را به رزمنده‌ای تحویل دهد، پدر شهیدش را مشاهده می‌کند و این بار دسته گل را به خود او بازمی‌گرداند. مادر از انتظار طولانی دختر برای بازگشت پدر خسته شده و هر چه به او می‌گوید که پدرش شهید شده، دختر نمی‌پذیرد. دختر برای آخرین بار از مادر اجازه می‌گیرد که این بار نیز به انتظار پدر در ایستگاه بنشیند. قرار می‌شود در آن سرمای طاقت‌فرسا، پس از نیم ساعت، مادر او را به همراه خود بازگرداند. اما مادر خواب می‌ماند و دختر در اثر سرما می‌میرد.

## بازیگران
- مهسا پورغلامی
- نسرین نکیسا
- محمدرضا یوسفی
- محمدرسول محمودی
- مهرداد اکبری
- محمد بیطرفان
- علیرضا مهابادی
- سیاوش عفیفی
- پریسا قلی‌نژاد
- جابر راستگویی
- جمال پرگر
- سهیل ابراهیمی
- رقیه بابایی
- کوثر راستا
- شکوفه درخشان
- حمیدرضا آزادی
- سعید روزبه